# Kayakend
Kayakend är en ort i Azerbajdzjan.   Den ligger i distriktet Qusar Rayonu, i den nordöstra delen av landet, 170 km nordväst om huvudstaden Baku. Kayakend ligger 696 meter över havet och antalet invånare är 460.
Terrängen runt Kayakend är kuperad. Runt Kayakend är det ganska glesbefolkat, med 48 invånare per kvadratkilometer.. Närmaste större samhälle är Qusar, 2,7 km nordost om Kayakend. 
Omgivningarna runt Kayakend är en mosaik av jordbruksmark och naturlig växtlighet.